# Pelophylax lessonae
Pelophylax lessonae é uma rã europeia. É uma de três espécies de anfíbios reconhecidas pelo governo do Reino Unido como protegido dentro do seu Biodiversity Action Plan. As razões para o declínio das populações são a diminuição do seu habitat, charcos, por aumento da população humana e também poluição do ar que leva à sobre-nitrificação das águas dos charcos. O seu nome específico foi escolhido pelo herpetólogo italiano Lorenzo Camerano para homenagear o seu mestre Michele Lessona.

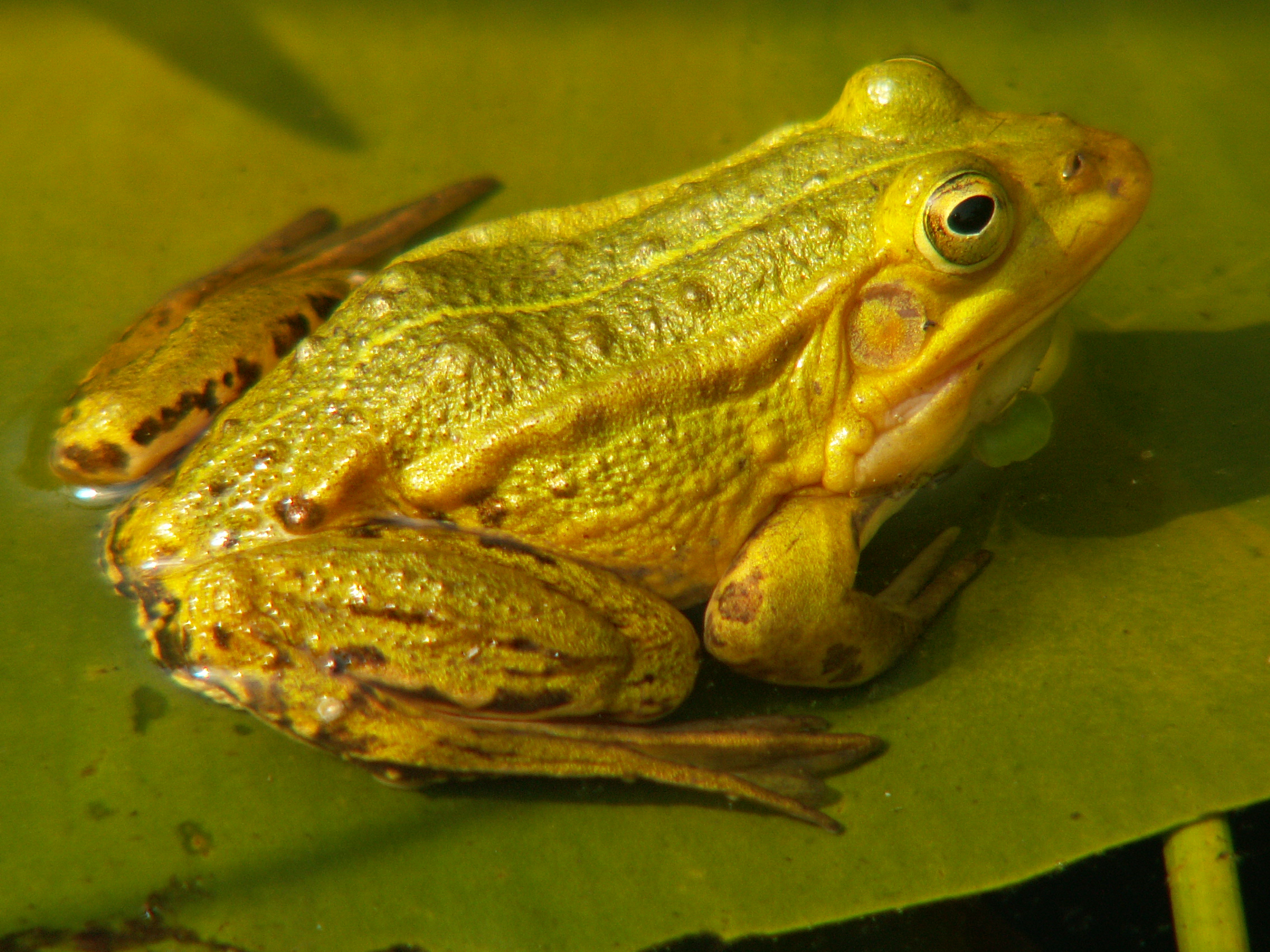
Pelophylax lessonae
- Coro de machos